# Футорський Любомир Дарійович
Любомир Дарійович Футорський (13 листопада 1972, Львів — 20 лютого 2023, Київ) — український музикант, перекладач. Засновник культової музичної групи «Мертвий півень».

## Біографія
Народився 16 листопада 1972 року у Львові. Батько — Дарій-Любомир Футорський, відомий український педагог і політик.
Навчався на фізичному факультеті ЛНУ імені Івана Франка. Разом зі своїм двоюрідним братом Михайлом Барбарою був засновником культової музичної групи «Мертвий півень».
У 2020 році переклав з английської мови книгу британського телеведучого і шоумена Джеремі Кларксона «Як я вже казав… Світ за Кларксоном».
У Любомира Дарійовича було 4 дітей.
Помер від інфаркту 20 лютого 2023 року. Похований у Львові на Сихівському кладовищі поруч із батьком.